# 政府间邮票印制业者会议
　　政府间邮票印制业者大会GPSPC (Government Postage Stamp Printers Conference)每两年举行一次，东道国由政府间邮票印制业者国际组织成员国在自愿的基础上轮流担任，其任务是讨论邮票防伪和印制技术、新技术的开发和使用，邮票印制数量和种类分析以及发展趋势，大会组织法规的修改，发展新会员，组织邮票评选等重大内容。每届会议都会评比各国带来的用各种印刷方法印制的新邮票，其目的是促进和提高各国邮票印制技术和邮票质量。评比按印刷方法的不同分为最佳雕刻凹版印刷奖、最佳混合套印印刷奖、最佳胶版印刷奖、最佳影写版印刷奖、最佳複合工艺印刷奖、最佳工艺创新印刷奖等六项奖项。第十届波兰大会正式增加了一个“综合奖”。每种印刷方法印制的邮票都会评选出1套（或1枚）最佳印刷奖，评选采用记名投票的方式，一国一票，如果得票数相同，则会存在并列得奖情况。

## 第1届代表大会
1986年5月19日至20日在美国华盛顿召开。会议签署了该组织基本法规——政府间邮票印制业者组织章程。

## 第3届代表大会
获奖邮票:
“中国兰花”中国1988年12月发行；

## 第4届代表大会
获奖邮票:
“韩熙载夜宴图”中国1990年12月发行；

## 第5届代表大会
获奖邮票:
“杉树”中国1992年3月发行；

## 第9届代表大会
获奖邮票:
“古代金面罩头像”中国2001年印制，中埃联合发行；
“获诺贝尔奖女作家”瑞典2000年发行；
“斯拉尼亚的第1000个邮票雕刻大作”瑞典2000年发行；
“消防员”西班牙2001年发行；
“集邮周”韩国2000年发行；
“保护濒危物种”韩国2000年发行；
“汉德维瑟纪念小版张”奥地利2000年发行；
“布拉格－欧洲城市文化”捷克2000年发行；
“潘托那地区的动物与植物”巴西2001年发行；

## 第10届代表大会
2004年5月于波兰克拉科夫召开。
获奖邮票：
最佳雕刻凹版印刷奖:沃尔特西的秋天
发行国：捷克
发行日期：2003年11月5日
印刷工艺：五色雕刻
最佳影写版印刷奖：欧罗巴
发行国：波兰
发行日期：2003年5月5日
印刷工艺：五色影写
最佳胶版印刷奖：历史上著名的蒸汽机车
发行国：波兰
发行日期：2002年9月21日
印刷工艺：六色胶印
最佳创新奖：民间传说——梁山伯与祝英台小本票
发行国：中国
发行日期：2003年10月18日
印刷工艺：六色影写
最佳混合套印印刷奖：尤滴与霍洛费讷
发行国：奥地利
发行日期：2003年10月10日
印刷工艺：五色影写加一色雕刻
最佳连票印刷奖：情人节
发行国：法国
发行日期：2003年1月13日
印刷工艺：四色影写
最佳连票印刷奖：世界遗产
发行国：西班牙
发行日期：2002年11月8日
印刷工艺：四色影写

## 第11届代表大会
2006年6月18日至23日（暂定），地点为北京